# Franz Xaver Niemetschek

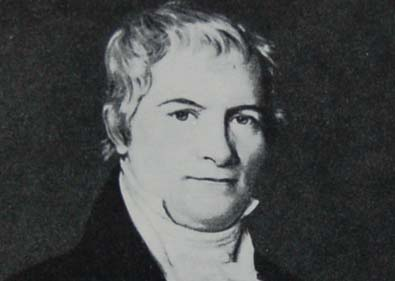
Franz Xaver Niemetschek, vor 1890

Franz Xaver Niemetschek (tschechisch: František Xaver Němeček; polnisch: Niemeczek) (* 24. Juli 1766 in Sadská; † 19. März 1849 in Wien) war ein tschechischer Philosoph, Lehrer und Musikkritiker. Er schrieb die erste vollständige Biografie über Wolfgang Amadeus Mozart, die bis heute als wichtige Quelle für Informationen über den Komponisten gilt.

## Leben

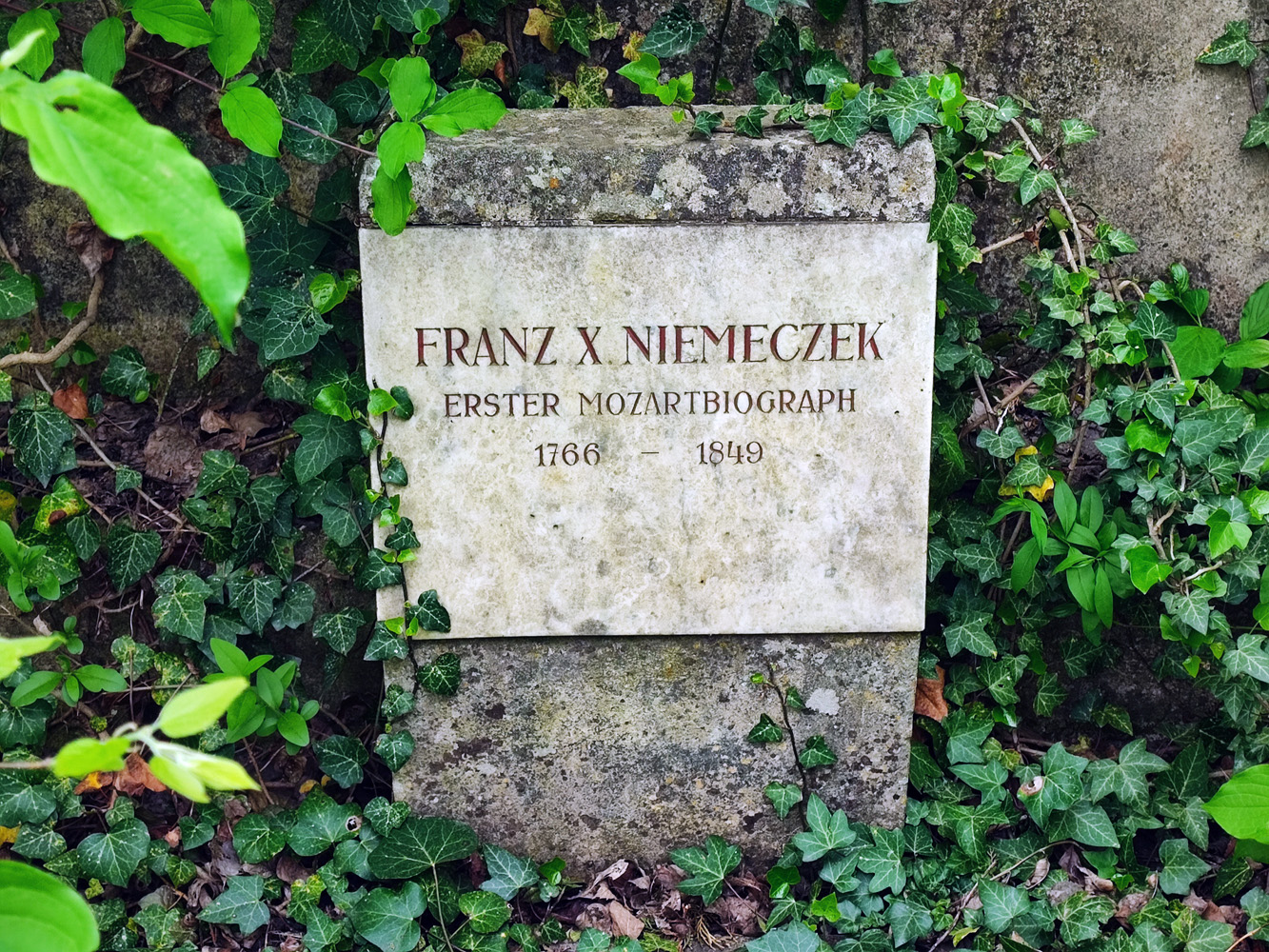
Grab auf dem St. Marxer Friedhof in Wien

Niemetschek wurde im böhmischen Sadská geboren und stammte aus einer großen, musikalischen Familie. Er besuchte in Prag das Gymnasium und studierte Philosophie an der Universität. Er unterrichtete Poesie und Latein an den Gymnasien in Pilsen und gründete einen Musikverlag. Im Jahr 1800 wurde er promoviert und 1802 wurde er Professor an der Prager Universität und hielt Vorlesungen über Logik, Ethik und Pädagogik. Der Komponist Jan Václav Voříšek war einer seiner Schüler. Für seine zahlreichen Verdienste um die Kunst, z. B. als Leiter des Taubstummeninstituts, wurde er zum Ehrenbürger von Pilsen und Prag ernannt. Er schrieb Bücher über Musikgeschichte. Er wohnte in der Nähe der Residenz von Josepha Duschek im Palais Liechtenstein am Kleinseitner Ring und war ein häufiger Besucher der musikalischen Versammlungen in der Villa Bertram. Nach dem Tode Mozarts 1791 gab seine Frau ihren damals siebenjährigen Sohn Carl in die Obhut Niemetscheks, der die Erziehung des Knaben übernahm und ihm Klavierunterricht erteilte.
Im Jahr 1820 zog Niemetschek sich nach Unstimmigkeiten mit den Universitätsbehörden nach Wien zurück. Er starb im Alter von 82 Jahren in Wien. Er ist auf dem St. Marxer Friedhof begraben.

## Die Mozart-Biographie
Mozarts Witwe Constanze stellte ihm viele Dokumente für seine Forschungen zur Verfügung. Sein Buch Leben des k.k. Kapellmeisters Wolfgang Gottlieb Mozart wurde 1798 veröffentlicht. Später, 1808, wurde es in veränderter Form unter dem Titel Lebensbeschreibung des k.k. Kapellmeisters Wolfgang Amadeus Mozart veröffentlicht. Niemetschek behauptete, eine lange Beziehung zu Mozart gehabt zu haben, aber das Fehlen direkter Zitate oder von Zitaten aus persönlichen Gesprächen lässt einige Gelehrte an seinen Behauptungen zweifeln. Allerdings nahm er Mozarts zwei überlebende Söhne, Karl und Wolfgang jr., in seinem Haus in der Kleinseite auf und wurde für sie zu einer väterlichen Bezugsperson.
Wie aus der Biografie hervorgeht, war Niemetschek sehr stolz auf seine tschechische Nationalität, und er betont nachdrücklich die herzliche Aufnahme, die Mozart bei seinen Besuchen in Prag erfuhr. Auf der Grundlage von Forschungen des österreichischen Wissenschaftlers Walther Brauneis wurden kürzlich starke Zweifel an der Richtigkeit von Niemetscheks Behauptung geäußert, er habe Mozart tatsächlich persönlich kennengelernt.
Anmerkungen
Wates, Roye E. (2010). Mozart: Eine Einführung in die Musik, den Menschen und die Mythen. Amadeus Press. p. 15. ISBN 978-1-57467-189-6. Niemetschek... deutet an, dass er Mozart kannte... [Seine] zukünftige Frau ... fertigte Hüte für Constanze Mozart an... [Er] selbst hat den Komponisten nie gesehen... zog erst 1793 nach Prag.

## Nachlass
Sein Nachlass gilt als verschollen. Vereinzelt finden sich Briefe im Archiv des Mozarteum Salzburg. Allerdings tauchen Konvolute von Briefen u. a. Dokumenten Niemetscheks und seiner Familie gelegentlich im Antiquariatshandel auf.

## Ehrungen
- Ehrenbürger der Stadt Prag

## Schriften
- Leben des K. K. Kapellmeisters Wolfgang Gottlieb Mozart, nach Originalquellen beschrieben 1798. Erstdruck: Prag 1798. 2. vermehrte Auflage unter dem Titel  Lebensbeschreibung des k.k. Kapellmeisters Wolfgang Amadeus Mozart. Prag 1808.

Mehrere Neuauflagen im 19. und 20. Jh.
Vollständige Neuausgabe. Herausgegeben von Karl-Maria Guth. Hofenberg, Berlin 2015. ISBN 978-3-8430-7437-7